# Ангола
Република Ангола е страна, намираща се в южната част на Централна Африка. Граничи с Намибия, Демократична република Конго, Замбия, а на запад – с Атлантическия океан. Анклавът Кабинда, граничещ с Република Конго, е част от територията на Ангола, но няма обща граница с основната територия на страната. Столица на страната е Луанда. Намира се в северозападната част на страната, на брега на океана. Ангола има значителни природни ресурси.

## Произход и история на името
Името Ангола произлиза от португалското произношение на думата N'gola на езика банту, която е титла на местните владетели от времето на Куинбундското кралство през 16 век. Този период е известен като Ера до Менос Гранде.

## История
- През 1482 португалската експедиция на мореплавателя Диогу Кана открива бреговете на Ангола.
- През 1576 е основан фортът Сан-Паоло-ди-Луанда, който по-късно ще стане столица на Ангола. До средата на 19 век главната политика на португалците в Ангола е търговията с роби. Според приблизителни оценки за 300 години от страната са изведени (главно в Бразилия) около 5 млн. души.
- През 1885 – 1894 Португалия, Белгия, Германия и Англия сключват поредица от договори, които очертават съвременните граници на Ангола.
- През 1951 Ангола получава статут на „задморска провинция“ на Португалия.
- През 1950 възникват първите въстанически групировки.
- През 1961 избухва антипортугалско въстание начело с Холденом Роберто (лидер на групировката UPA, а след това на FNLA). Лагерът на въстаниците е разположен на територията на съседно Конго (Киншаса). Войната за независимост продължава около 15 години.
- През 1962 е образувано временно правителство на Анголската република в изгнание начело с Холденом Роберто.
- През 1966 е извършена първата въоръжена акция на UNITA.
- През 1974 избухва революция в Португалия. Страната предоставя свобода на всички свои колонии.
- През 1975 на 11 ноември е провъзгласена независимостта на Ангола. Първият президент на страната е лидерът на просъветската групировка MPLA – Агостиньо Нето, чиято войска завзема Луанда – административният център на Ангола. Започва гражданска война за власт в страната между просъветската групировка MPLA и проамериканската UNITA. Тази война разпалва и междуетническите противоречия. Правителствените войски се обучават от съветски и кубински инструктори.
- През 1975 просъветското ръководство влиза във вътрешен конфликт с редовните части на кубинската армия. UNITA се ползва от помощта на ЮАР.
- През 1979 президент на Ангола става новият лидер на MPLA Жозе Едуарду Душ Сантуш.
- През 1992 MPLA губи поддръжката си на разпадналия се СССР и се преориентира към САЩ.
- През 2002 e сложен край на гражданската война в Ангола (1975 – 2002).

## Географски особености
Ангола е разположена на Западното крайбрежие на Африка, граничеща на юг с Намибия, на север и североизток с Демократична Република Конго и на югоизток със Замбия. Столицата на Ангола – Луанда, се намира в северозападната част на страната на брега на Атлантическия океан. Страната е третата по площ държава в Субсахарска Африка след Демократична Република Конго и Судан. Територията ѝ възлиза на 1 246 700 кв. км (като се изключи площта на богатия на петрол анклав Кабинда, разположен в северозападната част на страната). Около две трети от територията на страната се състои от плата. Анголското крайбрежие се характеризира с планински релеф на север до устието на река Кванза и с равнинен с откъслечни скалисти местности на юг. Крайбрежните равнини са разделени от вътрешни плата и тераси с неправилна форма. Повечето от реките в държавата не са плавателни и не предоставят лесен достъп до вътрешните региони на страната. Въпреки това те носят потенциал за осигуряване на енергия и напоителни системи.

## Климат и природни ресурси
По-голямата част от Ангола е разположена в субтропичния пояс на южното полукълбо. Северът се характеризира с влажен тропически климат с обилни валежи, а на юг се наблюдава умерен тропически климат с по-малко количество валежи. В най-южната ивица от страната, климатът е почти пустинен и се усеща близостта на пустинята Калахари. В Ангола се намират богати находища на нефт, диаманти, желязна руда, фосфати, мед, фелдшпат, злато, боксит и уран. Петрол се добива най-вече в близост до брега на провинция Кабинда, а основният регион за добив на диаманти е Лунда Норте. В Кабинда преобладават гъсти гори, които са източник на черна дървесина, абанос и африканско сандалово дърво. Нарастването на населението и нуждата от земеделски земи води до изсичане на горите и преексплоатиране на наличните селскостопански земи и пасища, което довежда до ерозия на почвата, опустиняване, замърсяване на язовирите и реките и недостатъчен достъп до питейна вода.

## Политика
Изпълнителната власт принадлежи на президента на страната (настоящ президент е Жозе Едуардо душ Сантуш, който заема този пост от 1979 година), министър-председателят (настоящият е Фернанду да Пиедаде Диаш душ Сантуш) и министерски съвет. С управлението на държавата се заема президентът. Министерският съвет е съставен от всички министри и заместник – министри, които заседават редовно и обсъждат текущите проблеми. Губернаторите на провинциите в Ангола се назначават непосредствено от президента. През 1992 година е приета Конституцията на страната, която описва държавната структура, както и правата и задълженията на гражданите. Юридическата система на Ангола е основана на португалското законодателство, но е слабо развита. Само в 12 от повече от 140 общини има съдилища.
На провелите се на 5 и 6 септември 2008 година парламентарни избори управляващата партия Народно движение за освобождение на Ангола - Партия на труда (MPLA) печели 81% от гласовете, а основната опозиционна партия Националният съюз за абсолютна независимост на Ангола (UNITA) едва 10%.

## Административно деление
Ангола е разделена на 18 провинции и 158 общини. Провинциите са:
1. Бенго
2. Бенгуела
3. Бие
4. Кабинда
5. Куандо Кубанго
6. Куанза Норте
7. Куанза Сул
8. Кунене
9. Уамбо
10. Уила
11. Луанда
12. Лунда Норте
13. Лунда Сул
14. Маланже
15. Мошико
16. Намибе
17. Уиже
18. Зайре

## Икономика
Икономиката на Ангола претърпя ускорена трансформация през последните години, преобразуване от безредиците, породени от четвъртвековната война до най-бързо растящата икономика в Африка и на едно от първите места в света. Развитието се дължи изцяло на покачването на добива на нефт, който надвишава 1,4 милиона барела на ден по данни от края на 2005 г. Контролът на нефтената продукция се осъществява от компанията Сонангол груп – конгломерат, собственост на Анголското правителство. Икономиката записа растеж с 18% през 2005 г., предполага се, че ще достигне до 26% през 2006 г. и ще остане над 10% през остатъка от десетилетието. Високият износ на нефт води до започването на амбициозна програма от страна на правителството за строежи на пътища и инфраструктура.

## Култура
Португалия управлява Ангола близо 400 години и двете страни поделят културни аспекти: езика (португалски) и главната религия (християнство – католически). Анголската култура е местното Банту, обединено с португалската култура. След като е синонимен с робство, престъпност и насилие, Капоейра е сега доста известен навсякъде по света като форма на изкуство.

## Други
- Комуникации в Ангола
- Транспорт в Ангола
- Армия на Ангола
- Външна политика на Ангола